# Areas orientalis
Areas orientalis là một loài bướm đêm thuộc phân họ Arctiinae, họ Erebidae.